# USS Arizona (1916)

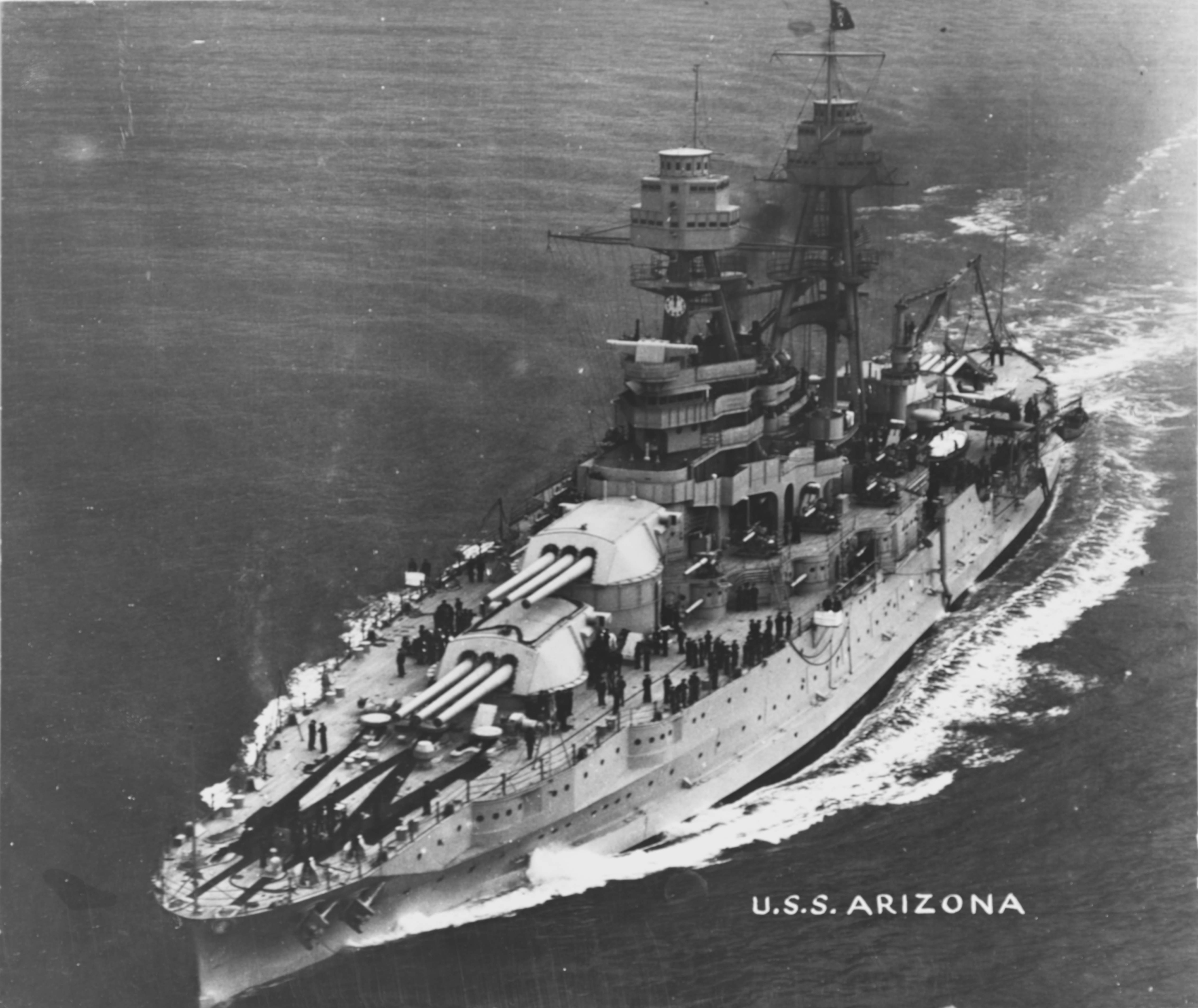
USS Arizona (1931)

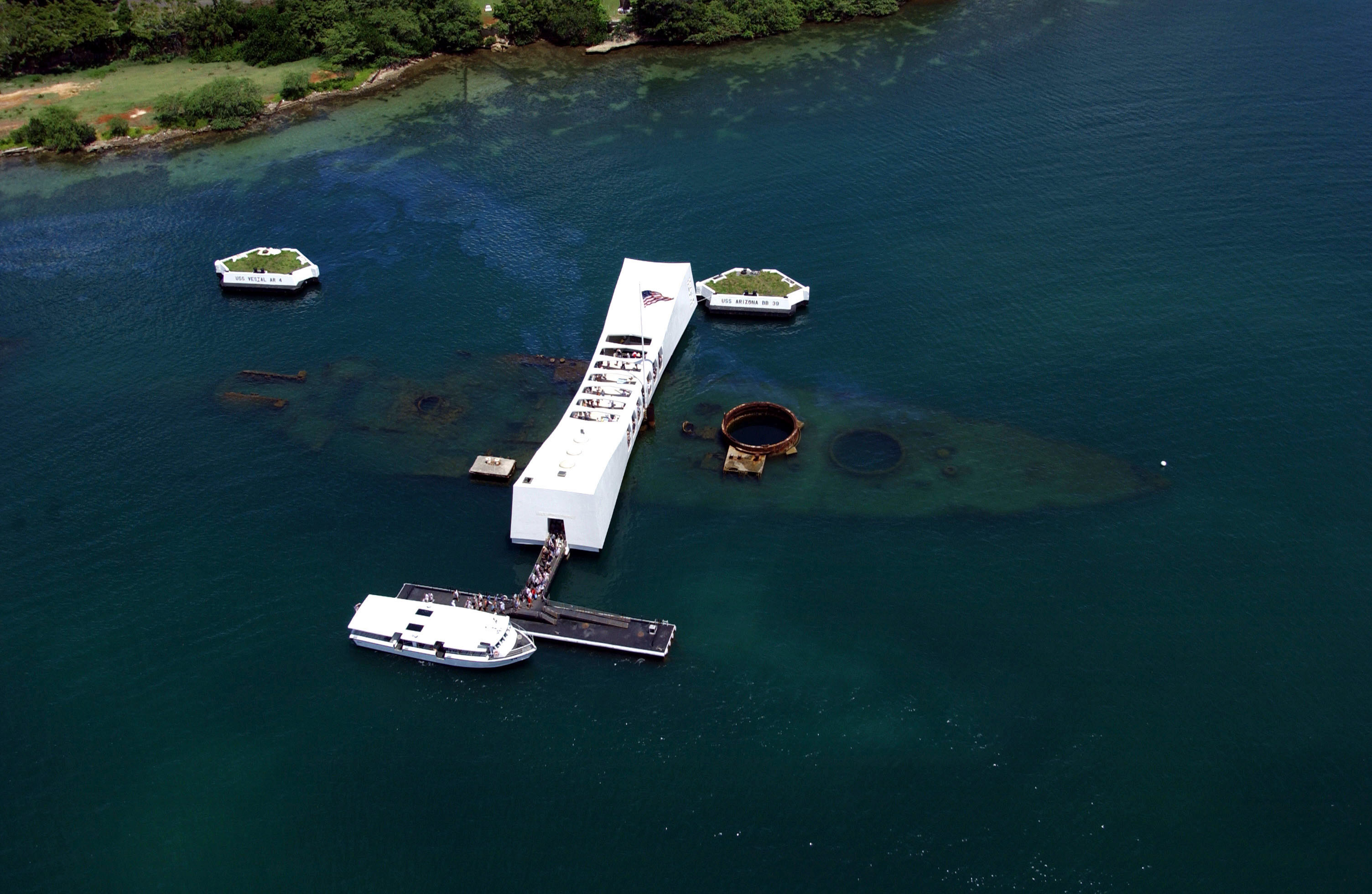
De Arizona in 2002 ingericht als gedenkteken

USS Arizona (BB-39) was een Pennsylvania-Klasse slagschip van de marine van de Verenigde Staten. Het schip was het derde dat naar de 48ste staat werd vernoemd. 
De USS Arizona is het best bekend door de Japanse aanval op Pearl Harbor op 7 december 1941, de gebeurtenis die de Verenigde Staten betrok bij de Tweede Wereldoorlog. De Arizona werd getroffen door verschillende pantserdoorborende bommen. Eén ervan liet een met explosieven gevuld magazijn ontploffen, waardoor het slagschip zonk en 1.177 officieren en bemanningsleden omkwamen. In tegenstelling tot veel van de andere schepen die die dag werden aangevallen, was de Arizona zo onherstelbaar beschadigd dat het niet werd gerepareerd voor dienst in de Tweede Wereldoorlog. Het scheepswrak ligt nog steeds op de bodem van Pearl Harbor onder het USS Arizona Memorial, direct ten oosten van Ford Island.
De laatste overlevende van de USS Arizona, Lou Conter, overleed in 2024 op 102-jarige leeftijd.

## Technische gegevens
- Lengte: 608 voet - 185 meter
- breedte: 30 meter
- diepgang: 9 meter
- waterverplaatsing: 33.348 Brt.
- vermogen: 33.375 pk - Geared turbines, 4 schroeven.
- snelheid: 21 knopen
- bemanning: 1052 manschappen

### Bewapening
- 12 - 14"/45 kanonnen (4x3)
- 12 - 5"/51 kanonnen (12x1)
- 2 vliegtuigen
- 2 catapulten